# Mull-of-Kintyre-Test

Die Halbinsel Kintyre

Der Mull-of-Kintyre-Test, alternativ Mull-of-Kintyre-Regel, soll eine inoffizielle Richtlinie des British Board of Film Classification (BBFC) gewesen sein, anhand der entschieden wurde, ob die Darstellung eines Penis gezeigt werden durfte.
Das BBFC ist eine britische Behörde, die Filme sowie Computer- und Videospiele bewertet und Altersfreigaben erteilt. Ausgehend von Debatten zu Beginn der 1990er-Jahre über pornografische Darstellungen sei eine „Mull-of-Kintyre-Regel“ erlassen worden, nach der ein erigierender Penis nicht in einem größeren Winkel vom männlichen Körper abstehen durfte als der Vertikalwinkel der Halbinsel Kintyre im Westen von Schottland. Die Bezeichnung „Mull-of-Kintyre-Test“ ist irreführend, da es sich beim Mull of Kintyre nur um die südlichste Spitze der Halbinsel handelt, der Test sich aber auf das Aussehen der gesamten Halbinsel bezieht.
Eine Sprecherin des BBFC bestritt im Jahr 2000 die Existenz dieser Richtlinie und bezeichnete sie als eine „moderne Sage“.